# Jude Wanniski
Jude Wanniski (Pottsville, 17 giugno 1936 – Morristown, 29 agosto 2005) è stato un giornalista ed economista statunitense.

## Biografia

### Inizi
Wanniski nacque a Pottsville (Pennsylvania), figlio di Constance, che lavorava per un'azienda contabile, e Michael Wanniski, un macellaio itinerante. Suo padre era di origine polacca e la madre un'immigrata scozzese. Quando era ancora giovane la sua famiglia si trasferì a Brooklyn, dove suo padre divenne un rilegatore. Suo nonno era un minatore di carbone e un convinto comunista che donò al nipote una copia de Il Capitale in occasione del conseguimento del suo diploma scolastico.

### Carriera
Dopo il college, Wanniski lavorò come reporter ed editorialista in Alaska. Dal 1961 al 1965 lavorò presso il The Las Vegas Review-Journal come redattore politico, imparando da solo l'economia.
In 1965, Wanniski si trasferì a Washington, per lavorare come editorialista per il National Observer, pubblicato da Dow Jones.
Dal 1972 al 1978, Wanniski fu caporedattore del The Wall Street Journal. Egli se ne andò allorché fu scoperto presso una stazione ferroviaria del New Jersey a distribuire volantini che sostenevano una candidatura senatoriale repubblicana, un atto considerato una violazione dell'etica professionale.
Nel 1978 Wanniski fondò la Polyconomics, un'azienda di previsioni economiche, dove lui e i suoi analisti consigliavano società, banche d'investimenti e altre.
Egli iniziò anche a consigliare i politici sulla economia politica, il primo candidato 
Ronald Reagan e futuro presidente, Jack Kemp e Steve Forbes. Egli contribuì al progetto di riduzione delle tasse durante il primo mandato di Ronald Reagan. Il suo ruolo formale di consigliere di Reagan dopo che aveva concesso un'intervista al Village Voice, che fu pubblicata con il titolo "The Battle for Reagan's Mind." della
Alla fine degli anni 1990, Wanniski fece amicizia con il controverso leader della Nation of Islam, Louis Farrakhan affermando che: "Mia moglie Patricia e io abbiamo trascorso i quattro giorni del quarto weekend di luglio a Chicago, alla Conferenza Internazionale Islamica, ospiti della Nazione dell'Islam, insieme alla Leadership mondiale dei popoli islamici. Forse è stato l'evento più importante cui abbia assistito nella mia vita. … Ciò che rese questo evento-conferenza così importante fu che quando il weekend iniziò, Farrakhan era il capo spirituale di 200000 membri della Nazione islamica e certamente il più influente su 33 milioni di Afro-Americani. Alla sua conclusione, Farrakhan augurò buona fortuna a 1,2 miliardi di Musulmani sotto la sua leadership spirituale."
Polyconomics come società cessò la sua attività il 30 giugno 2006, dieci mesi dopo il decesso di Wanniski, ma il nome (una combinazione di "politica" ed "economia") vive con il The Polyconomics Institute, dove si possono trovare le opere raccolte di Wanniski su Polyconomics, così come la corrispondenza con altri autori di economia politica e lezioni.

## Convinzioni economiche e politiche
Wanniski invocò con insistenza la riduzione delle barriere nel commercio, l'eliminazione delle tasse sul capital gain e un ritorno al gold standard.

### Tasse più basse
Wanniski fu molto attivo nel popolarizzare le idee di abbassare le tasse come dalla "curva di Laffer" ed era presente nel 1974 quando Arthur Laffer disegnò la curva sul famoso tovagliolo per Dick Cheney e Donald Rumsfeld.
Una vista semplificata della teoria è che gli introiti delle tasse sarebbero zero se la percentuale delle tasse fosse 0% o 100% e da qualche parte tra 0% e 100% ci deve essere una percentuale che rende massimo il totale degli introiti. Il postulato di Laffer era che il coefficiente delle tasse che rende massimi gli introiti si trovava a un livello molto più basso del previsto, così basso da trovarsi sotto quello applicato realmente in quel momento.
Molti economisti sono scettici sulla validità di ciò nella pratica. Wanniski suggerì, senza alcuna evidenza, che gli Stati Uniti si trovassero dal lato sbagliato della curva di Laffer.

### Le due teorie di Santa Claus
Le "Due teorie di Santa Claus" sono una teoria politica e una strategia pubblicate da Wanniski nel 1976, che egli promosse all'interno del Partito Repubblicano degli Stati Uniti. La teoria sostiene che in elezioni democratiche, se i Democratici fanno appello agli elettori proponendo programmi per aiutare la gente, allora i Repubblicani non possono ottenere un appello più ampio proponendo di spendere meno. Il primo "Santa Claus" del titolo della teoria si riferisce ai Democratici che promettono programmi per aiutare gli svantaggiati. Le due "Teorie di Santa Claus" raccomandano che i Repubblicani debbano assume il ruolo di un secondo Santa Claus non argomentando di tagliare la spesa ma offrendo l'opzione di tagliare le tasse.
Secondo Wanniski, la teoria è semplice. Nel 1976, egli scrisse che le due teorie Santa Claus suggeriscono che:
()
Wanniski suggerì questa posizione, come Thom Hartmann ha chiarito, così che Democratici avrebbero dovuto "essere anti-Santas aumentando le tasse, o anti-Santas tagliando le spese. Entrambe avrebbero fatto loro perdere le elezioni."

### The Way the World Works
Il libro di Wanniski del 1978, The Way the World Works (Come funziona il mondo), documentò la sua teoria che le votazioni della base del Senato degli Stati Uniti sulla legge Smoot–Hawley coincidevano giorno per giorno con il crollo di Wall Street del 1929, e che la Grande Depressione fu il risultato delle tariffe della Smoot-Hawley, piuttosto che qualsiasi difetto dell'economia classica.

### Iraq
Wanniski è anche notevole per il suo giornalismo sulle pretese armi di distruzione di massa (WMD = weapons of mass destruction) in Iraq. Già nel 1997, Wanniski scrisse sul suo sito web sostenendo che dopo il novembre 1991, gli ispettori della UNSCOM non avevano mai trovato armi di distruzione di massa in Iraq, ma avevano trovato e distrutto tutti i programmi di WMD dell'Iraq con l'aiuto del regime di Saddam Hussein nei mesi successivi alla prima Guerra del Golfo. Wanniski non solo riconobbe l'importanza in prospettiva della questione delle WMD dell'Iraq prima di altri giornalisti ma sostenne correttamente anche che l'Iraq non possedeva WMD e sostenne che gli USA non avrebbero mai permesso all'UNSCOM di smettere le ispezioni qualunque cosa avesse fatto l'Iraq.
Egli divenne in qualche modo una figura controversa nel movimento conservatore all'inizio del 2003, quando si oppose verbalmente all'imminente guerra USA contro l'Iraq. Il 27 ottobre 2004, egli denunciò pubblicamente George W. Bush, dicendo, "Mr. Bush è diventato un imperialista — uno le cui decisioni come comandante-in-capo hanno reso il mondo un luogo più pericoloso." Infine Wanniski appoggiò nel 2004 il candidato democratico- John Kerry, sebbene egli preferisse chiaramente la piattaforma repubblicana sui temi relativi alle tasse.
L'ultima pubblicazione di Wanniski fu un articolo per l'antologia antibellica IHS Press del 2005, Neo-Conned!.